# Red Amigos de la Tierra
Amigos de la Tierra Internacional (FoEI) es una red internacional de organizaciones medioambientales en 74 países.
"Amigos de la Tierra" fue fundado en 1969 por un grupo de activistas antinucleares liderado por Robert O Anderson quién contribuyó con $200.000 dólares en fondos personales para fundar FOTE con David Brower, Donald Aitken y Jerry Mander después de que Brower se alejara del Sierra Club. La misión principal de FOTE era concienciar sobre los peligros del desarrollo de energía nuclear.
Su primer empleado era Amory Lovins, quién dio el puntapié inicial en el Reino Unido. Se convirtió en una red internacional en el año 1971 con una reunión de representantes de los EE. UU., Suecia, el Reino Unido y Francia. Para detalles históricos más lejanos, ver artículos de FOTE en las organizaciones locales.
FoEI cuenta con una pequeña oficina (ubicada en Ámsterdam, Países Bajos) que proporciona soporte a la red y sus campañas importantes. El comité ejecutivo, elegido por los representantes nacionales, define las política y supervisa el trabajo de la oficina. En 2016, activista uruguaya Karin Nansen fue elegida para como Directora Ejecutiva de la organización Amigos de la Tierra Internacional.

## Temas de Campaña
Los amigos de la Tierra considera asuntos medioambientales en sus contextos sociales, políticos y de derechos humanos. Sus campañas van más allá del tradicional movimiento de conservación y buscar para dirigir políticas económicas y aspectos de desarrollo de sostenibilidad. Originalmente basado en gran parte en América del Norte y Europa, su afiliación es ahora fuertemente vinculada con grupos en el mundo en desarrollo.
Las prioridades de campaña actuales de Amigos de la Tierra internacionalmente están enfocadas en:
- Justicia económica y resistencia al neoliberalismo
- Bosques y biodiversidad
- Soberanía alimentaria
- Justicia de clima y energía (Incluyendo la publicación de la Canción "Canción de Amor a la Tierra")

Las prioridades de campaña están puestas en a reunión bi-anual de Amigos de la Tierra Internacional.
Además de sus campañas más conocidas, la organización tiene otras campaña internacionales. Incluyen:
- Desertificación
- Antártida
- Agua
- Marítimo
- Minero y extractive industrias
- Poder nuclear (ve debate nuclear)[9]
- Consumo y producción de carne intensiva (ve Atlas de Carne)[10]

Las campañas Internacionales incorporan elementos de tres temas centrales:
- Protección de los Derechos Humanos y medioambientales
- Protección del planeta y su biodiversidad
- Defensa de la deuda ecológica de países ricos a aquellos explotados.

## Publicaciones

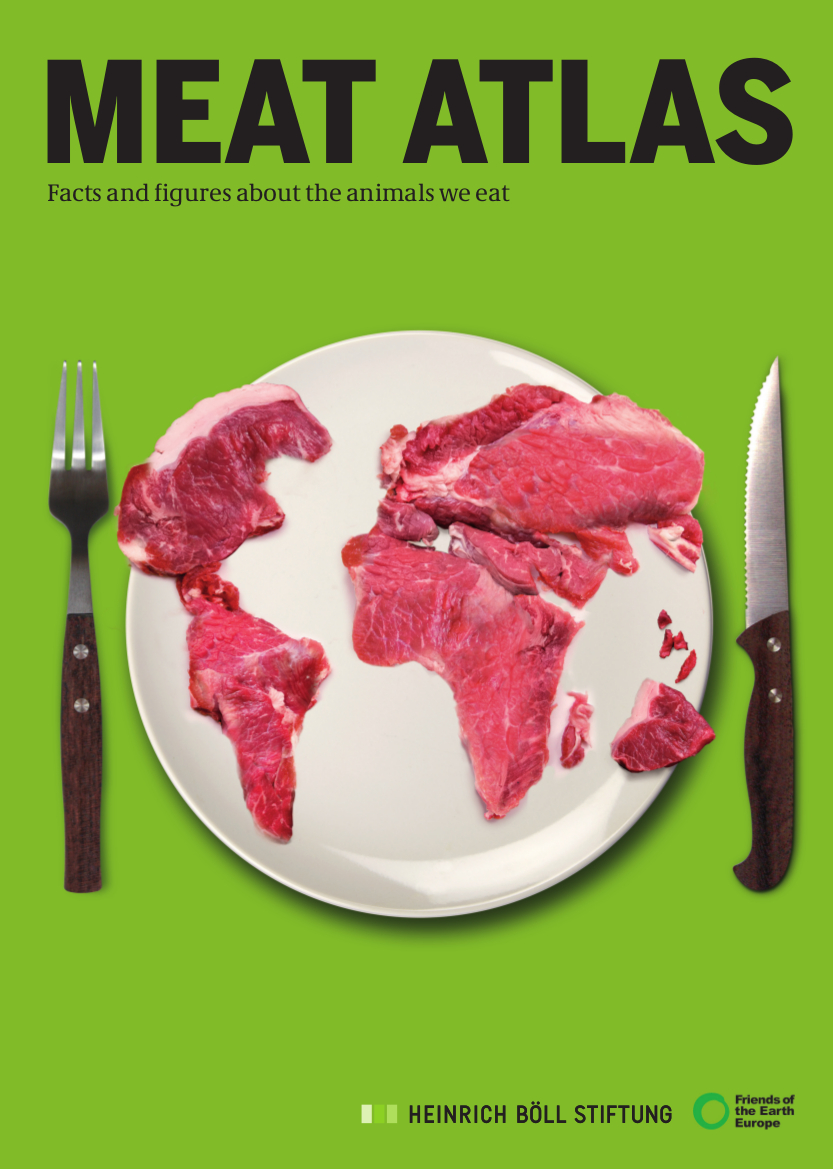
'Amigos de la Tierra' Atlas de Carne de la publicación incluye graphs en el consumo y producción de carne

Dieta para un Planeta Pequeño por Frances Moore Lappé, 1971

### Cambio Climático
- Panel Intergovernmental de Cambio Climático (IPCC, por sus siglas en inglés) Informe de febrero de 2014
- Diez hallazgos claves del Grupo IPCC sobre el cambio climático

### Asia
- Foro indonesio para Entorno, Indonesia
- Federación coreana para Movimiento Medioambiental
- Amigos del Oriente Medio de Tierra

### Europa
- Amigos de la Europa de Tierra, Bruselas
  - Young Amigos de la Europa de Tierra, Bruselas
  - Amigos de la Tierra @– Francia
  - Amigos de la Escocia de Tierra
  - Pro Natura (Suiza)
  - Amigos de la tierra, España
  - Bund für Umwelt und Naturschutz Deutschland, Alemania
  - Amigos de la Tierra (EWNI), Inglaterra, Gales e Irlanda del Norte
    - Birmingham Amigos de la Tierra

  - GLOBAL 2000, Austria
  - Amigos de la Malta de Tierra
  - Amigos de la Tierra @– Eivissa @– (catalán, español, inglés, alemán)
  - Amigos de la Finlandia de Tierra
  - Magyar Természetvédok Szövetsége / Amigos de la Hungría de Tierra
  - Priatelia Zeme Slovensko (Amigos de la Eslovaquia de Tierra)
- Acción verde, Croacia
- Hnutí DUHA, República Checa
- Milieudefensie, Países Bajos
- Sociedad noruega para la Conservación de Naturaleza, Noruega
- Amigos de la Tierra (Malta)

### América del Norte
- Amigos del Canadá de Tierra
  - Les AmiEs de la Terre de Québec, Canadá
- Amigos de la Tierra (EE.UU.)

### América del Sur
- Amigu di Tera, Curaçao
- Sobrevivencia @– Amigos de la Tierra PY, Paraguay
- AmiGoS dA TeRRa @– BraSiL

### Oceanía
- Amigos de la Tierra de Australia